# Hammeria
Hammeria (лат.) — род суккулентных растений семейства Аизовые (Aizoaceae), произрастающий на территории Капской провинции ЮАР.

## Название
Родовое латинское (научное) название Hammeria было присвоено в честь Стивена А. Хаммера (Steven A. Hammer), американского пианиста, садовода и эксперта по Мезембриантемумам, автора монографии о роде Конофитум.
Из-за отсутствия официального русскоязычного названия рода в авторитетных источниках, вероятное произношение на русском языке может быть сформировано на основе этимологии и транслитерации как «Хаммерия».

## Ботаническое описание
Представители рода — небольшие раскидистые кустарники, достигающие высоты до 50 см. От центрального стебля могут вырастать длинные побеги, которые укореняются в широко расставленных узлах. Листья супротивные, прямостоячие, прикорневые листья сросшиеся на трети своей длины, становятся перепончатыми и прочными. Они образуют влагалища вокруг молодых листьев, которые, в свою очередь, образуют следующую пару листьев. Пары зеленых листьев имеют длину 10-20 мм, они имеют D-образное поперечное сечение и расположены близко друг к другу. Края листьев зубчатые на концах. Поверхности листьев покрыты слоем отслаивающегося воска и имеют темно-зеленые полупрозрачные точки, цвет которых изменяется от серо-зеленого во время дождей до желтовато-коричневого в сухой сезон.
Цветки, присутствуют в количестве 1 или 2, они прямостоячие и находятся на цветоножках длиной до 30 мм и примерно 20 мм в диаметре. Они окружены прицветниками, похожими на листья, и раскрываются с полудня до полудня. Чашелистиков у цветка пять, они равные, загнутые, иногда с зубчатыми кончиками. Лепестки образуют 2-3 витка, они бледно-розовые с белым центром. Тычинки объединены в центральный конус, а стаминодии короткие. Нектарник имеет зубчатую форму и темно-зеленое кольцо. Плод представляет собой 5-гнездную коробочку, схожую с плодами рода Mitrophyllum. Семена гладкие, медового цвета с темными кончиками.

## Таксономия
Hammeria Burgoyne, первое упоминание в Cact. Succ. J. (Los Angeles) 70(4): 204. 1998. Род входит в подсемейство Ruschioideae.

### Виды
Согласно данным сайта «Список растений Мировой флоры онлайн» на июнь 2023 года, род состоит из 3 видов:
- Hammeria cedarbergensis Klak
- Hammeria gracilis Burgoyne
- Hammeria meleagris (L.Bolus) Klak